# Emmanuelle Claret
Emmanuelle Claret (* 30. Oktober 1968 in Gap; † 11. Mai 2013 in Besançon) war eine französische Biathletin.

## Sportliche Karriere
Emmanuelle Claret war zunächst im Langlauf aktiv, ehe sie sich 1993 dem französischen Biathlon-Team anschloss. Bereits in ihrer ersten Saison 1993/94 gewann sie ein Einzelrennen in Ruhpolding. Bei der WM 1994 erzielte sie mit der Mannschaft Bronze. Dieses Resultat konnte sie im folgenden Jahr wiederholen. Die Saison 1995/96 war der Höhepunkt ihrer Karriere. Neben dem Gesamtweltcupsieg war auch die WM 1996 ein Erfolg. In Ruhpolding wurde sie über 15 Kilometer Weltmeisterin, holte in der Staffel Silber und mit dem Team erneut Bronze. Nach weniger erfolgreichen Jahren erreichte sie in der Saison 1999/2000 nochmals einen zweiten Platz im Sprint in Oberhof, bevor sie ihre Karriere beendete. Claret nahm zweimal an Olympischen Winterspielen teil. 1994 in Lillehammer belegte sie Platz 35 im Sprint, jedoch war sie beim Gewinn der Bronzemedaille nicht für die französische Staffel nominiert worden. 1998 wurde sie 14. im Sprint und achte in der Staffel.
Im Jahr 2002 betreute sie die Französische Delegation des Nordischen Skisports bei den Paralympischen Spielen in Salt Lake City. Nach ihrer Sportlerkarriere arbeitete sie bei der französischen Zollverwaltung.
Emmanuelle Claret starb mit 44 Jahren an den Folgen akuter Leukämie, an der die Mutter zweier Kinder seit Frühjahrsbeginn 2013 gelitten hatte.

## Bilanz im Weltcup
Die Tabelle zeigt alle Platzierungen (je nach Austragungsjahr einschließlich Olympische Spiele und Weltmeisterschaften).
- 1.–3. Platz: Anzahl der Podiumsplatzierungen
- Top 10: Anzahl der Platzierungen unter den ersten zehn (einschließlich Podium)
- Punkteränge: Anzahl der Platzierungen innerhalb der Punkteränge (einschließlich Podium und Top 10)
- Starts: Anzahl gelaufener Rennen in der jeweiligen Disziplin

| Platzierung | Einzel | Sprint | Verfolgung | Massenstart | Team | Staffel | Gesamt |
| ----------- | ------ | ------ | ---------- | ----------- | ---- | ------- | ------ |
| 1. Platz    | 2      | 1      |            |             |      | 1       | 4      |
| 2. Platz    |        | 3      |            |             |      | 1       | 4      |
| 3. Platz    |        | 2      |            |             |      | 3       | 5      |
| Top 10      | 10     | 15     | 1          | 1           | 2    | 11      | 40     |
| Punkteränge | 19     | 30     | 8          | 2           | 2    | 11      | 72     |
| Starts      | 31     | 54     | 20         | 2           | 2    | 11      | 120    |